# Лисенко Микола Віталійович (молодший)
Микола Віталійович Лисенко (* 8 квітня 1971, Київ) — український диригент, художній керівник Державного естрадно-симфонічного оркестру України, регент київського Свято-Троїцького Іонинського монастиря, протодиякон Української Православної Церкви, праправнук композитора Миколи Лисенка.

## Життєпис
Народився в родині хорового диригента, професора Київської консерваторії Віталія Лисенка. Мати — Ольга Всеволодівна.
1989—1997 — студент Київської консерваторії (проходив навчання в класі Льва Венедиктова і Володимира Кожухаря).
1999—2005 — диригент Державного академічного естрадно-симфонічного оркестру України.
2005—2018 — художній керівник Державного академічного естрадно-симфонічного оркестру України.
з 2021 року - головний диригент Київського Академічного Муніципального Духового оркестру
Співпрацював також із Луганським, Донецьким, Дніпропетровським, Львівським та Шауляйським філармонійними оркестрами, оркестром Національної опери України та Національним академічним симфонічним оркестром України.
Є одним із керівників Міжнародного благодійного фонду ім. М. В. Лисенка, одним із співзасновників Міжнародного фестивалю класичної та сучасної української музики «Віковічні джерела».
Постійний співголова журі Дитячого конкурсу юних музикантів ім. М. В. Лисенка (Івано-Франківськ, регулярно проводиться з 2003).
Ведучий релігійних програм на Українському радіо.

## Родина
Дружина — Любов Лисенко (з 2002).
Доньки: Марія (* 2003), Анастасія (* 2006), Аріадна.